# When You're Gone (canção de Avril Lavigne)
"When You're Gone" é o segundo single da cantora canadense Avril Lavigne em seu terceiro álbum de estúdio, The Best Damn Thing de 2007. Com produção de Butch Walker e Tom Lord-Alge, e Lavigne na composição. O CD Single vendeu mais de 500,000 cópias nos Estados Unidos recebendo uma certificação de Disco de Ouro. 35,000 cópias na Austrália foram vendidas, conquistando a certificação de Disco de Platina pela ARIA. No Brasil "When You're Gone" recebeu certificação também de Disco de Platina devido a mais de 100 mil downloads pagos, comprovados pela Associação Brasileira de Produtores de Disco (ABPD).

## Opinião da crítica
De acordo com Lavigne em uma entrevista para a MTV News dos Estados Unidos, a Cantora revelou que a canção "When You're Gone" é a música mais romântica do álbum, e que a composição não é extravagante, e se fosse escrito por uma pessoa mais velha, não sairia com a mesma emoção. De acordo com o site CANOE Jam!, disse que o single é uma "balada" com piano e refrão muito bom. No site britânico Digital SPY, disse que a música é boa e tem alguns riffs de guitarra totalmente descaracterizado, e encerra que a música é muito calma.
Já o site brasileiro Whiplash disse que o hit mais "leve" entre todas do álbum The Best Damn Thing é o "When You're Gone" aonde a cantora soa muito como Alanis Morissette, e o portal Terra Brasil apenas disse que a música é a mais "tranquilas" do CD. No site About.com fez uma lista das 100 melhores músicas do gênero Pop, no qual "When You're Gone" ficou na posição 59º.

## Trihas sonoras e coletâneas diversas
"When You're Gone" está na coletânea nomeado "Hit Connection 2007, Volume 4", no álbum "Ö3 Greatest Hits, Volume 39", no CD "Bratz Girlz 2", na edição especial da Sony Bmg chamado "Divas Sony" no qual o single de Lavigne está presente, e na coletânea da mesma gravadora com o nome de "Rock Hits Sony BMG", e no álbum "Sweet Hits, Volume 2".

## Videoclipe

Lavigne tocando piano numa casa abandonada, durante o videoclipe da canção.

O videoclipe foi dirigido por Marc Klasfeld, que é mais conhecido por seus trabalhos de direção para os videoclipes do Sum 41. Lavigne relatou o conceito do clipe. O vídeo retrata três relacionamentos em diferentes faixas etárias, mas na mesma situação envolvendo esses relacionamentos à beira de serem destruídos. O primeiro relacionamento envolve uma mulher grávida cujo marido está lutando na guerra. O segundo envolve um homem idoso cuja esposa morreu recentemente. E o terceiro envolve um casal adolescente caminhando quando são pegos pela mãe da garota, que controla a menina e os proíbe de se verem. Lavigne disse que o vídeo é muito pessoal. No final, as paredes das casas desabam e as três cenas recebem a luz do dia com a adolescente voltando para o lugar onde a dupla foi pega, o homem idoso bebendo no túmulo de sua esposa em um cemitério e a mulher grávida recebe um SMS do marido, com o texto dizendo: "Estou bem. Sinto sua falta." Lavigne é então vista correndo em um campo mais uma vez, até a tela desaparecer.
Algumas cenas do clipe foram filmadas na Universidade do Estado da Califórnia, no Jardim Botânico de Northridge. O clipe estreou no MuchOnDemand, do Canadá em 6 de junho de 2007, durante a exibição do programa, às 17:00 horas. Enquanto nos Estados Unidos estreou no TRL da MTV, em 21 de junho. Alcançando o número 1, em ambas as contagens dos canais de música da TV, em agosto.
Um ano depois, o video ganhou o Prêmio People's Choice: Artista Canadense Favorito, durante a premiação MuchMusic Video Awards, de 2008.
O vídeo foi visualizado mais de 400 milhões de vezes no YouTube.

## Desempenho dosingle
Antes de ser lançado para vendas nos Estados Unidos "When You're Gone" chegou na 9° posição na Billboard Hot 100 e na posição 27° Billboard Pop 100, 4º no Canadá na Canada Airplay BDS, 6º no Brasil por duas semanas, 62º na Rússia, 17º na França, 8º na África do Sul na rádio 5FM, 4º na Irlanda na Irish Chart, 4º na ARIA Charts na Austrália e em 3º lugar na UK Singles Chart a parada musical oficial do Reino Unido.

## Performances ao vivo
Lavigne cantou a música durante os festivais europeus e asiáticos que fizeram parte de sua Promotional Tour de 2007, bem como programas de TV, shows e premiações em todo o mundo.

## Uso na mídia
A canção foi usada no final da segunda temporada do reality show da MTV, The Hills, durante as cenas climáticas, "mudando" entre as ex-melhores amigas Lauren Conrad e Heidi Montag. Também foi usado no final da sétima temporada da série Two Pints of Lager and a Packet of Crisps.

## Faixas
| When You're Gone Pt1 |                                    |                      |         |  |
| N.º                  | Título                             | Compositor(es)       | Duração |  |
| 1.                   | "When You're Gone"                 | Avril Lavigne/Walker | 4:01    |  |
| 2.                   | "Girlfriend" (Versão de "Dr Luke") | Gottwald/Lavigne     | 3:24    |  |

| When You're Gone Pt2 |                                     |                  |         |  |
| N.º                  | Título                              | Compositor(es)   | Duração |  |
| 1.                   | "When You're Gone"                  | Lavigne/Walker   | 4:01    |  |
| 2.                   | "Girlfriend" (Versão de "Dr Luke")  | Gottwald/Lavigne | 3:25    |  |
| 3.                   | "Girlfriend" (Remix The Submarines) | Avril Lavigne    | 5:52    |  |
| 4.                   | "Girlfriend" (Videoclipe)           | Lavigne/Walker   | 3:24    |  |